# GNU SASL
GNU SASL est une bibliothèque logicielle C implémentant le protocole de sécurité réseau SASL, un standard IETF.

## Caractéristiques techniques
La bibliothèque libgsasl implémente le framework SASL en lui-même, ainsi que plusieurs mécanismes SASL, comme CRAM-MD5 ou SCRAM-SHA-1. GNU SASL peut être utilisé dans les implémentations logicielles des protocoles IMAP, SMTP ou XMPP ainsi que d'autres protocoles nécessitant des services d'authentification.
GNU SASL est par ailleurs livré avec un utilitaire en ligne de commande (gsasl) pour tester la bibliothèque à partir d'un shell. Il est distribué selon les termes de la licence publique générale GNU.